# NGC 7759
NGC 7759 é uma galáxia lenticular (SB0) localizada na direcção da constelação de Aquarius. Possui uma declinação de -16° 32' 27" e uma ascensão recta de 23 horas, 48 minutos e 54,6 segundos.
A galáxia NGC 7759 foi descoberta em 1886 por Lewis A. Swift.